# Dálnice slz

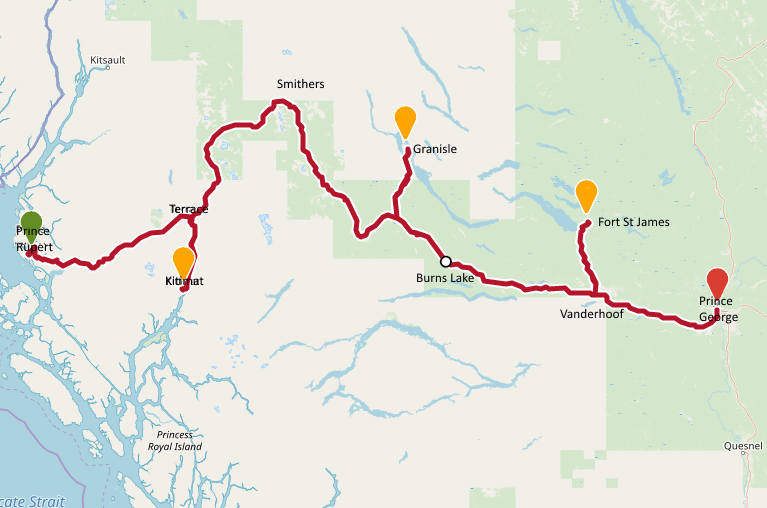
Území kolem dálnice 16, Dálnice slz

Dálnice slz (anglicky Highway of Tears) je oblast kolem 725 kilometrů dlouhého úseku dálnice č. 16 mezi městy Prince George a Prince Rupert, vedoucího přírodou Britské Kolumbie v jihozápadní Kanadě, kde mezi roky 1969 až 2011 zmizelo nebo zemřelo nejméně 18 žen a dívek, i když jich ve skutečnosti mohlo být dvojnásobně víc. Řadě zmizení údajně nevěnovala policie příliš pozornosti, protože oběťmi byly ženy a dívky z domorodého obyvatelstva, případně míšenky.
Když v roce 2012 policie případy všech zmizení znovu otevřela, analýza DNA ukázala, že jedním z vrahů mohl být Američan Bobby Jack Fowler – ten byl však v době, kdy policie případy znovu otevřela, již po smrti (zemřel již v roce 2006).  